# Vincenzo Tozzi
Vincenzo Tozzi (1612?, Řím – před rokem 1679? Messina) byl italský hudební skladatel.

## Život
První doložená informace o jeho životě je z roku 1640, kdy ukončil službu u kardinála Vincenza Costagutiho v Římě a stal se sbormistrem v Messině. V této funkci působil až do roku 1664. Byl členem dvou uměleckých akademií Accademia Abbarbicati a Accademia della Fucina. Odtud získal i libreta ke dvěma svým operám: Le gare di Natura e di Fortuna a I pasticcieri. Je znám prakticky pouze svými církevními skladbami. Jeho jevištní tvorba je vesměs ztracena.
Jeho syn Francesco Tozzi byl rovněž hudebním skladatelem.

## Dílo
Chrámová hudba
- Salve Regina
- Il primo libro de concerti ecclesiastici per 2-5 voci (1662, Řím)
- 4 moteta

Jevištní díla
- I pasticcieri (intermezzi, 1650, Messina)
- Il ratto d'Elena (1657, Messina)
- Annibale di Capua (libreto Nicolò Beregan, 1664, Malta)
- Le gare di Natura e di Fortuna (libreto P. Sapone)
- 3 dialoghi pastorali (text C. Musarra)